# Chiesa di Santa Maria in Monterone
La chiesa di Santa Maria in Monterone è una chiesa di Roma, nel rione Sant'Eustachio, situata nella via omonima.

## Storia
Sono sconosciute le origini della chiesa, forse sorta sulle rovine di un tempio pagano del I secolo a.C.; oppure sull'area dello stagnum di Agrippa, da cui deriva il termine "della Valle" dato alla zona circostante.
Storicamente, la chiesa viene menzionata per la prima volta fra le filiali di San Lorenzo in Damaso in una bolla di Urbano III del 1186. Fu restaurata prima nel 1245 e poi nel 1597, quando, per evitare continui allagamenti ad opera del Tevere, la chiesa fu innalzata; in seguito, sotto Innocenzo XI, fu completamente ricostruita (1682). Il nome sembra derivare dalla famiglia Monteroni di Siena, che fondò la chiesa insieme con un piccolo ospizio per i pellegrini senesi.
La chiesa fu parrocchia fino a Leone XII (1823-1829), che trasferì la cura alla vicina chiesa parrocchiale di Sant'Eustachio.

## Descrizione

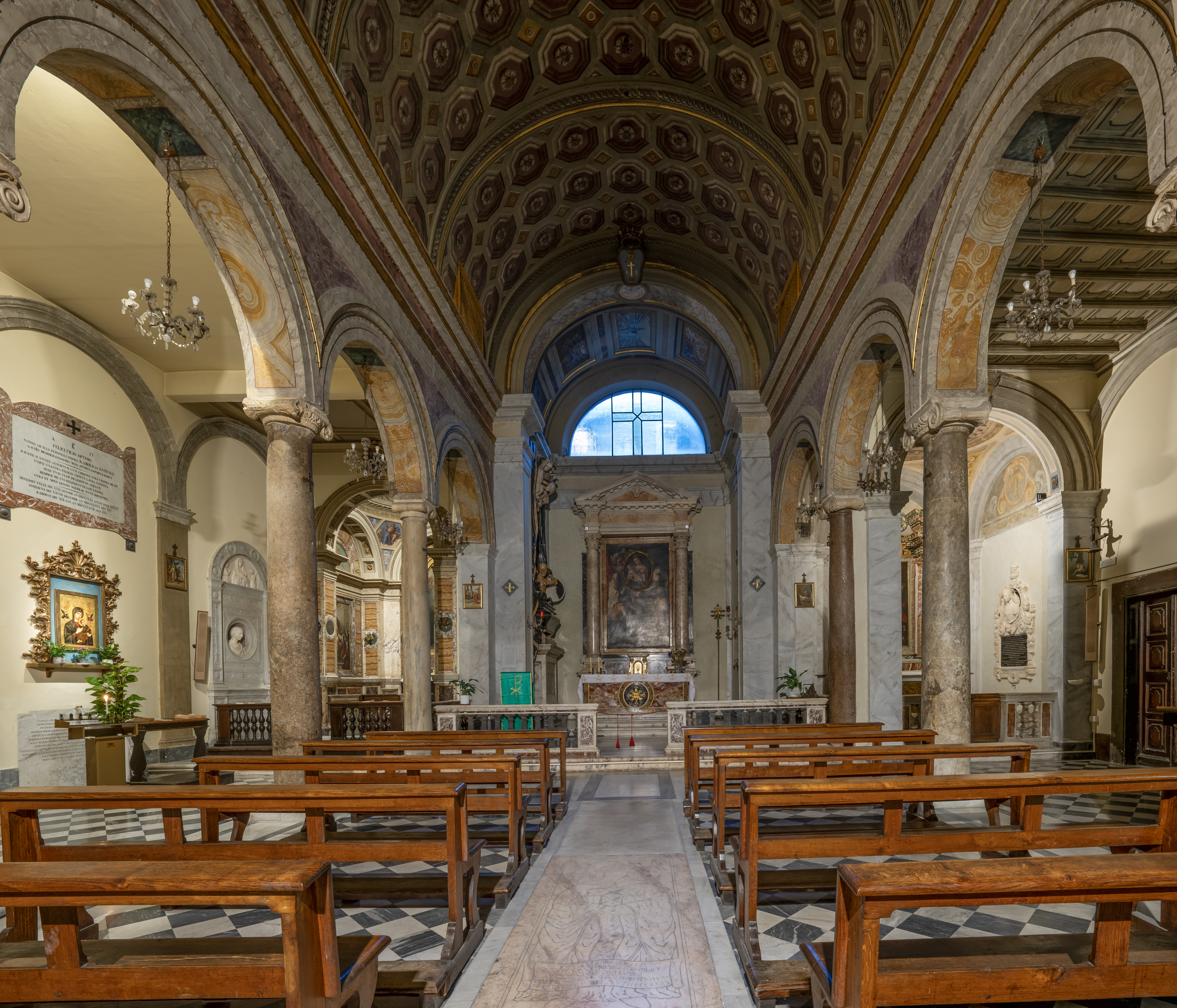
L'interno

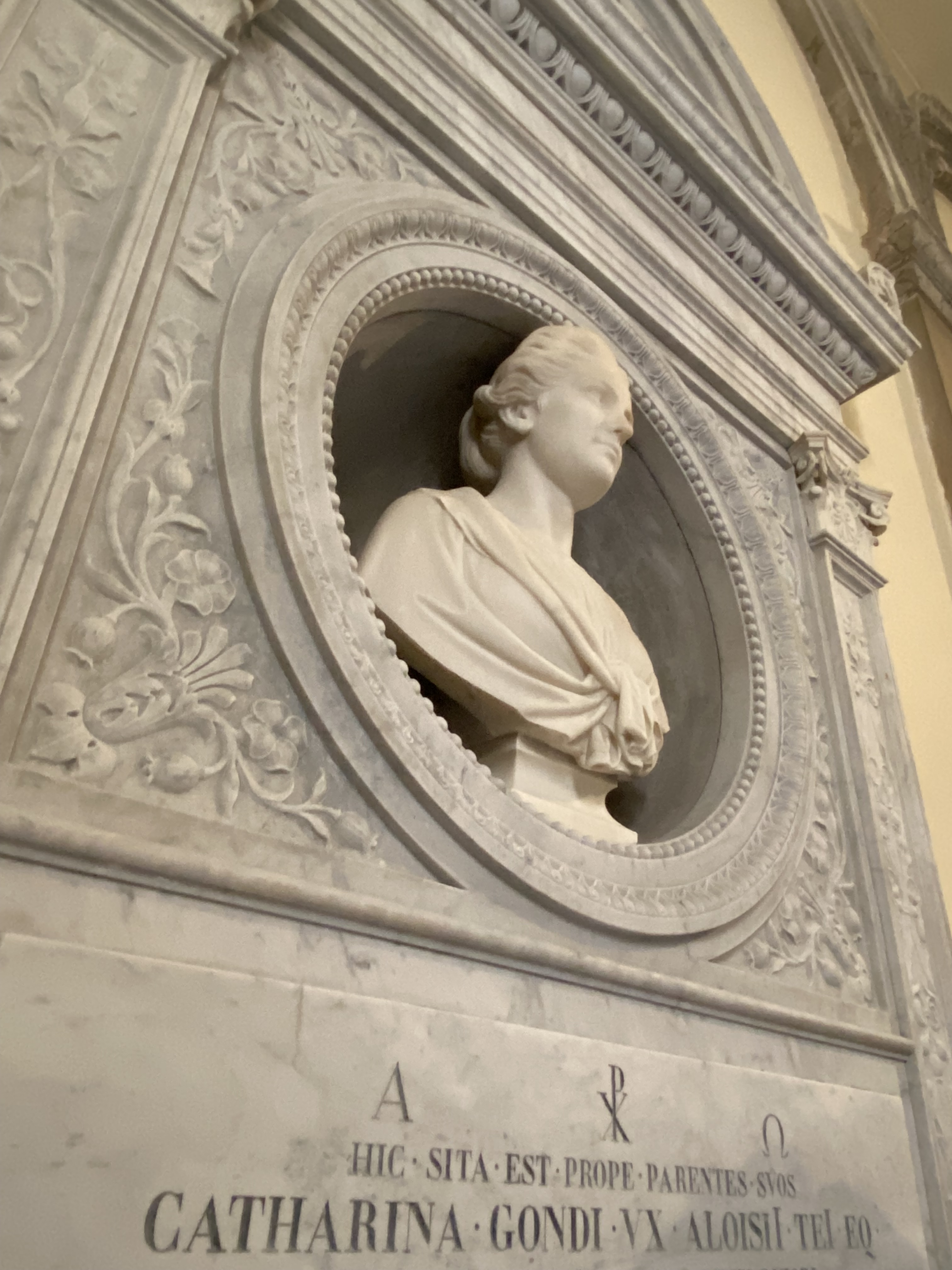
Monumento sepolcrale di Caterina Gondi

L'interno della chiesa è a pianta basilicale a tre navate, divise fra loro da colonne antiche con capitelli ionici tutti diversi gli uni dagli altri, la cui sistemazione risale al periodo medievale. Sull'altare maggiore Madonna tra San Pietro Nolasco e San Pietro Pascasio di Pompeo Batoni. Alla parete sinistra del presbiterio, il monumento funebre del cardinale Stefano Durazzo; nella navata di sinistra, sepolture e lapidi di membri del ramo romano della famiglia Gondi, benefattori della chiesa.
Accanto alla chiesa vi è il convento, ora dei Padri Redentoristi che la officiano, la cui facciata è uno dei più graziosi esempi di stile barocchetto romano settecentesco.